# Carlos Martí
Carlos Martí Arenas (Barcellona, 22 febbraio 1919 – Barcellona, 25 ottobre 1999) è stato un pallanuotista spagnolo.

## Carriera
Era un atleta del Club Natació Barcelona. 
Ha partecipato ai Giochi di Londra 1948, nei quali si classificò all'8º posto.